# 聖母書院
聖母書院（英語：Our Lady's College）是一所由香港天主教母佑會所創辦的以英語為主要教學語言的津貼女校，於1953年創校。

## 辦學宗旨
聖母書院由聖母進教之佑孝女會創辦，按照天主教教育原則及會祖聖若望鮑思高、聖女瑪利亞瑪沙利羅的精神辦學，以預防教育法（理智、宗教、仁愛）培育學生。校訓為「純潔仁愛：純樸廉潔律己、仁厚關愛待人」（英語：Purity and Charity）。校徽內分別以百合花和玫瑰花作為「純潔」和「仁愛」的象徵物。該校同時推行全人教育，實踐慈幼預防教育法，培育學生在品德及學術上的發展，並提供多元化課外活動，以充實學生的校園生活，同時重視家校合作，以協助學生建立積極的人生觀。

## 學校設施
校舍位於九龍黃大仙區龍鳳街3號，亦是黃大仙區最早創立的學校，學校的面積為6,600平方米，設有30間標準課室、1個可容納全校師生的禮堂、2個操場、1個寬敞的地窖、4間實驗室、13個特別室及1個小聖堂；校舍鄰近聖母醫院及聖文德書院。
聖母書院附設直屬小學聖母小學（Our Lady's Primary School）及聖母幼稚園。

## 刊物
校刊編委會成立至今已二十多年，每年出版至少一期名為《雅匯 Our Ladian》之刊物，內容包括老師介紹、世界各地資訊、本地時事、學科知識及校園投稿等。

## 班級結構
- 中一至中六，每級四班

分有 信 望 愛 智 四個社

## 事件
2022年10月10日，一名中五女生於聖母書院梯間墮樓，臥倒在操場。之後送院不治。

## 著名教師
- 伍周美蓮：前香港區議員及立法局議員（1966年至1969年）[1]

## 著名/傑出校友
- 蔣麗萍：前香港女歌手
- 蔣麗苑：震雄集團行政總裁[2]
- 谷祖琳：香港女藝人
- 鄭瑞芬：前香港女歌手
- 夏妙然：香港電台唱片騎師
- 程潔瑩：香港電台唱片騎師
- 李焯寧：前無綫電視女藝員
- 瑪姬：新城知訊台資訊網唱片騎師
- 陳瑞燕：香港中文大學心理學系教授、心智綜合復康中心總監、2003年香港十大傑出青年
- 錢黃碧君：香港理工大學活齡學院總監
- 容蔡美碧：黃金時代基金會主席
- 鄧洢玲：前now寬頻電視及 ViuTV 藝員
- 趙詠瑤：ViuTV 藝員
- 陳雪聰：香港 YouTuber、KOL
- 許穎婷：前學民思潮成員
- 郭明英：天主教母佑會蕭明中學校長
- 麥燕寬：天主教母佑會蕭明中學及前陳瑞祺永援中學校監 (1966年中五)[3]
- 何小慧：香港電視節目監製
- 姜張麗青：前安利中國大陸、台灣及香港地區副總裁

## 外部連結
- 聖母書院  （页面存档备份，存于）
- 聖母小學  （页面存档备份，存于）
- 聖母幼稚園 （页面存档备份，存于）